# Jekatierina Miedwiediewa
Jekatierina Miedwiediewa (ur. 29 marca 1994) – rosyjska lekkoatletka specjalizująca się w chodzie sportowym.
W 2010 po zajęciu ósmego miejsca w eliminacjach kontynentalnych nie zapewniła sobie prawa startu w igrzyskach olimpijskich młodzieży. Czwarta zawodniczka pucharu świata w chodzie sportowym w gronie juniorek z Sarańska (Rosjanki wygrały klasyfikację drużynową) oraz mistrzyni świata juniorek z Barcelony (2012). 
W 2013 została zdyskwalifikowana na dwa lata za stosowanie niedozwolonego dopingu (do 12 czerwca 2015).
Wielokrotna medalistka mistrzostw Rosji. 
Rekord życiowy: chód na 20 kilometrów – 1:25:22 (18 lutego 2017, Soczi). 

## Osiągnięcia
| Rok  | Impreza                                               | Miejsce   | Konkurencja            | Pozycja         | Wynik    |
| ---- | ----------------------------------------------------- | --------- | ---------------------- | --------------- | -------- |
| 2010 | Kwalifikacje Europy do igrzysk olimpijskich młodzieży | Moskwa    | chód na 5000 m         | 8. miejsce      | 24:04,89 |
| 2012 | Puchar świata w chodzie sportowym                     | Sarańsk   | chód na 10 km juniorów | 4. miejsce      | 46:18    |
| 2012 | Mistrzostwa świata juniorów                           | Barcelona | chód na 10 000 m       | 1. miejsce      | 45:41,74 |
| 2013 | Puchar Europy w chodzie sportowym                     | Dudince   | chód na 10 km juniorów | (1. miejsce) DQ | (44:45)  |